# Памятник Гоцману

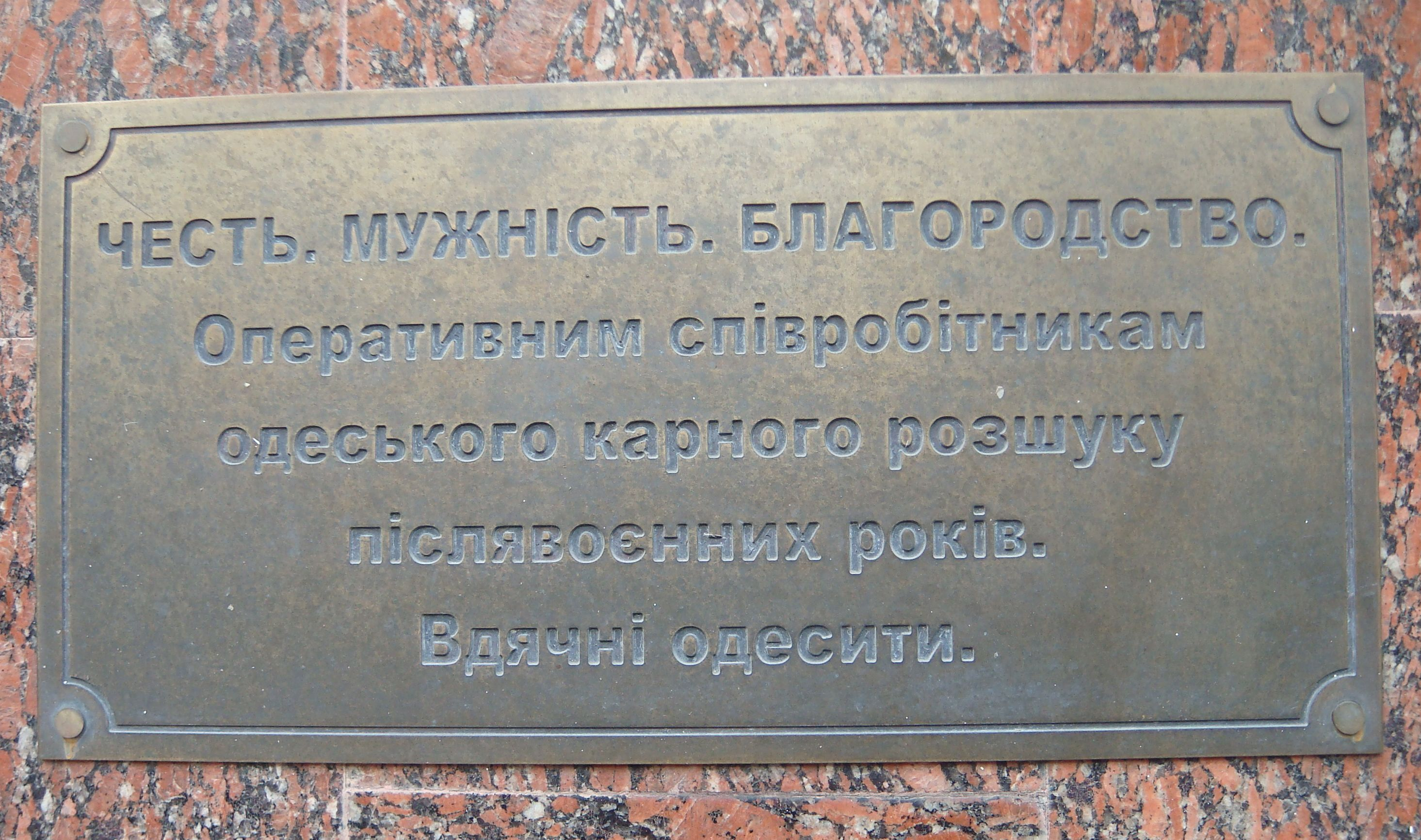
Мемориальная плита вмонтированная в стену здания рядом со скульптурой. Надпись, сделанная на украинском языке гласит: «Честь. Мужество. Благородство. Оперативным сотрудникам одесского уголовного розыска послевоенных лет. Благодарные одесситы»

Па́мятник Дави́ду Го́цману — бронзовая скульптура, посвящённая собирательному образу одесского милиционера послевоенного времени, установленная в городе Одесса у центральных ворот здания регионального управления внутренних дел. Идея создания памятника родилась после показа по телевидению телесериала «Ликвидация», главный герой которого — Давид Гоцман — стал прототипом скульптуры.

## История сооружения
Прототипом образа милиционера стал известный сотрудник уголовного розыска в послевоенной Одессе Давид Курлянд. Он же был прообразом Давида Гоцмана — героя сериала «Ликвидация», съемки которого проходили в Одессе летом 2006 года. Именно этот фильм натолкнул тогдашнего министра внутренних дел Украины Юрия Луценко на мысль открыть в Одессе памятник сотрудникам УГРО НКВД послевоенного периода.
Автор скульптуры, Александр Токарев, утверждал, что в работе старательно уходил от какого бы то ни было сходства с киногероем Давидом Гоцманом и вообще с сериалом. Не было, по его же словам, и какого-то конкретного реального прототипа, воплощённого в собирательном образе. Сам же сериал «Ликвидация», по словам скульптора, явился лишь толчком к созданию памятника одесским милиционерам.
Отлитая в Киеве на Вишневском литейно-кузнечном заводе бронзовая скульптура изображает подполковника милиции (это же звание имел Давид Гоцман), который одет в милицейскую форму образца 1940-х годов, в кобуре на поясе — пистолет ТТ, на боку — планшетка, на груди — орденская колодка и знак за ранение. Скульптура выполнена в человеческий рост и показана в движении — милиционер спускается по ступенькам, выходящим из стены здания, на специально уложенную брусчатку одесской улицы, держа на ладони корм, на который слетелись и кружатся около его руки голуби (символ мира и благополучия).
На торжественной церемонии открытия памятника, которая состоялась 14 декабря 2008 года, присутствовали министр внутренних дел Украины Юрий Луценко, городской голова Одессы Эдуард Гурвиц, автор скульптуры Александр Токарев. Актёр Владимир Машков, сыгравший в сериале «Ликвидация» прототипа скульптуры, не смог присутствовать на открытии памятника из-за плотного рабочего графика.

## Акты вандализма
Ещё на этапе сооружения скульптор так прокомментировал потенциальную опасность для скульптурной композиции быть повреждённой вандалами или собирателями лома цветных металлов: «Если памятник Одесскому милиционеру сломают перед главным управлением милиции в Одессе, то это уже будет из ряда вон выходящее событие». Однако именно это и произошло с памятником однажды ночью — одного из четырёх бронзовых голубей украло неустановленное лицо, что подтвердил сторож Музея милиции, расположенного по соседству с памятником, который заметил уже убегавшую похитительницу.